# Tyler Blackburn
Pour les articles homonymes, voir Blackburn (homonymie).
Tyler Blackburn, né le 12 octobre 1986 à Burbank (Californie), est un acteur et chanteur américain. 
En 2011, l'acteur se fait connaître du grand public, grâce à son rôle de Caleb Rivers dans la série télévisée Pretty Little Liars, puis en 2013 dans la série dérivée, Ravenswood (ABC Family).
En 2018, il rejoint la distribution principale de la série Roswell, New Mexico, reboot de la série télévisée Roswell, dans le rôle d'Alex Manes, elle est diffusée depuis le 15 janvier 2019.

## Biographie

### Carrière
Tyler Jordon Blackburn, a commencé sa carrière en 2005 dans la série télévisée Allie Singer (Unfabulous) sur la chaîne Nickelodeon aux côtés de Emma Roberts et Malese Jow.
En 2008, il fait une brève apparition dans le film Next of Kin.
En 2009, il apparaît dans Cold Case et dans Rockville CA, série uniquement diffusée sur internet qui a été créée par Josh Schwartz (créateur de Newport Beach).
En 2010, il joue dans le soap opera Des jours et des vies (Days of Our Lives), ainsi que dans la série Gigantic. Cette même année, il est apparu dans le court métrage The Tudor Tutor dans le rôle de Toby.

### Depuis 2011: Révélation télévisuelle
De 2011 à 2017, il a incarné le rôle de Caleb Rivers dans la série Pretty Little Liars, aux côtés de Ashley Benson, Lucy Hale, Troian Bellisario et Shay Mitchell.
En 2013, il joue le rôle principal dans le spin-off de Pretty Little Liars, Ravenswood diffusée en octobre 2013 sur ABC Family aux côtés de Nicole Anderson, Brett Dier, Britne Oldford et Merritt Patterson, annulée après tout juste dix épisodes,,.
En 2018, il rejoint le casting de la série Roswell, New Mexico, le reboot de Roswell dans le rôle d'Alex Manes, aux côtés de Jeanine Mason, Nathan Parsons, Michael Vlamis et Michael Trevino. La série est diffusée depuis le 15 janvier 2019 sur The CW,.

### Vie privée
Le 19 avril 2019, il révèle qu'il est bisexuel,.

## Filmographie

### Cinéma

#### Longs métrages
- 2008 : Next of Kin : Un étudiant français
- 2011 : Peach Plum Pear : Jesse Pratt
- 2016 : Love Is All You Need? (en) : Ryan
- 2017 : Hello Again (en) : Jack

#### Courts métrages
- 2006 : The Doers of Coming Deeds : Solly Katz
- 2010 : The Tudor Tutor : Toby
- 2012 : Hiding : Jesse
- 2013 : You & Me : William (jeune)

### Télévision

#### Téléfilm
- 2011 : Brave New World : John Litchfield
- 2019 : Capsized blood in the water : Brad Cavanagh

#### Séries télévisées
- 2005 : Allie Singer (Unfabulous) : Nathan (2 épisodes)
- 2009 : Cold Case : Affaires classées : Jeff Feldman / Foster (1 épisode)
- 2009 : Rockville, CA : Spencer (1 épisode)
- 2010 : Des jours et des vies (Days of Our Lives) : Ian (17 épisodes)
- 2010 : Gigantic : Echo (1 épisode)
- 2011 : Wendy : Pete (9 épisodes)
- 2011-2017 : Pretty Little Liars : Caleb Rivers (124 épisodes)
- 2013-2014 : Ravenswood : Caleb Rivers (10 épisodes)
- 2019-2022 : Roswell, New Mexico : Sergent Alex Manes
- 2019 : Charmed : Virilis (1 épisode)

## Musique
En 2012, il a enregistré un duo avec la chanteuse Anabel Englund : Hard to Forget. Il a également sorti plusieurs chansons intitulées : Find a Way et It's That Time of Year.
Pour la série Wendy, il a enregistré une chanson : Save Me.
Tyler Blackburn a expliqué qu'il adore la musique mais que la sortie d'un album n'est pas encore d'actualité, mais sûrement bientôt.

### Singles
| Année | Titre                    | Notes                                                   |
| ----- | ------------------------ | ------------------------------------------------------- |
| 2011  | Save Me                  | Pour les épisodes 1 et 6 de la saison 1 de Wendy        |
| 2012  | Find a Way               | Pour l'épisode 9 de la saison 3 de Pretty Little Liars  |
| 2013  | It's That Time of Year   | ...                                                     |
| 2013  | Hard to Forget           | En duo avec Anabel Englund                              |
| 2013  | It All Comes Down to You | Pour l'épisode 7 de la saison 4 de Pretty Little Liars. |
| 2014  | Open Your Eyes           | ...                                                     |

## Distinctions
| Année | Cérémonie                            | Catégorie                                            | Travail Récompensé  | Résultat   |
| ----- | ------------------------------------ | ---------------------------------------------------- | ------------------- | ---------- |
| 2014  | 16e cérémonie des Teen Choice Awards | Meilleur acteur de l'été dans une série              | Pretty Little Liars | Lauréat    |
| 2015  | 17e cérémonie des Teen Choice Awards | Meilleur acteur de l'été dans une série              | Pretty Little Liars | Lauréat    |
| 2016  | 18e cérémonie des Teen Choice Awards | Meilleure alchimie dans une série avec Ashley Benson | Pretty Little Liars | Lauréat    |
| 2016  | 18e cérémonie des Teen Choice Awards | Meilleur acteur dans une série dramatique            | Pretty Little Liars | Nomination |